# Penstemon imberbis
Penstemon imberbis är en grobladsväxtart som först beskrevs av Carl Sigismund Kunth, och fick sitt nu gällande namn av Ernst Rudolf von Trautvetter. Penstemon imberbis ingår i släktet penstemoner, och familjen grobladsväxter. Inga underarter finns listade i Catalogue of Life.